# Bistum Culiacán
Das Bistum Culiacán (lat.: Dioecesis Culiacanensis, span.: Diócesis de Culiacán) ist eine in Mexiko gelegene römisch-katholische Diözese mit Sitz in Culiacán. 
Das Gebiet des Bistums umfasst die nordwestliche Hälfte des Bundesstaates Sinaloa, und zwar die Landkreise (Municipios) Ahome, El Fuerte, Choix, Guasave, Sinaloa de Leyva, Angostura, Mocorito, Salvador Alvarado, Badiraguato, Navolato und Culiacán.

## Geschichte
Das Bistum Culiacán wurde am 24. Mai 1883 durch Papst Leo XIII. aus Gebietsabtretungen des Bistums Sonora als Bistum Sinaloa errichtet. Es wurde dem Erzbistum Durango als Suffraganbistum unterstellt. Am 22. November 1958 gab das Bistum Sinaloa Teile seines Territoriums zur Gründung des Bistums Mazatlán ab. Das Bistum Sinaloa wurde am 16. Februar 1959 in Bistum Culiacán umbenannt. Am 25. November 2006 wurde das Bistum Culiacán dem Erzbistum Hermosillo als Suffraganbistum unterstellt. 

## Bischöfe

### Bischöfe von Sinaloa
- José de Jesús María Uriarte y Pérez, 1883–1887
- José María de Jesús Portugal y Serratos OFM, 1888–1898, dann Bischof von Saltillo
- José Homobono Anaya y Gutiérrez, 1898–1902, dann Bischof von Chilapa
- Francisco Uranga y Sáenz, 1903–1919, dann Weihbischof im Erzbistum Guadalajara
- Silviano Carrillo y Cárdenas, 1920–1921
- Agustín Aguirre y Ramos, 1922–1942
- Lino Aguirre Garcia, 1944–1959

### Bischöfe von Culiacán
- Lino Aguirre Garcia, 1959–1969
- Luis Rojas Mena, 1969–1993
- Benjamín Jiménez Hernández, 1993–2011
- Jonás Guerrero Corona, 2011–2023
- Jesús José Herrera Quiñonez, seit 2023